# 월트 베커
월트 베커(Walt Becker, 1968년 9월 16일 ~ )는 미국의 영화 감독, 배우, 각본가, 영화 프로듀서이다.
할리우드에서 태어났다.

## 방송
- 글로리 데이즈(영어판)

## 영화
- 앨빈과 슈퍼밴드: 악동 어드벤처 (2015년)
- 글로리 데이즈(영어판) (2010년)
- 컨트랙터 (2010년)
- 올드 독스 (2009년)
- 거친 녀석들 (2007년)
- 화려한 싱글 (2002년)
- 엽기 캠퍼스 (2002년)